# Sonnenfinsternis vom 18. August 1868
Die totale Sonnenfinsternis vom 18. August 1868 verlief von Ost-Afrika über den südlichen Teil Asiens bis zum westlichen Pazifik. Ihre maximale Totalitätsdauer war mit 6 Minuten und 47 Sekunden ausgesprochen lang. Während dieser Finsternis entdeckte der Astronom Jules Janssen im Sonnenspektrum eine Emissionslinie, die mit keinem bisher bekannten Element in Verbindung gebracht werden konnte. Sie wurde einem auf der Sonne vorkommenden Element zugeordnet, das den Namen Helium (altgriechisch ἥλιος hélios, deutsch ‚Sonne‘) erhielt und erst 14 Jahre später auf der Erde nachgewiesen wurde.
Ursache der besonders langen Totalität war einerseits, dass der (Neu-)Mond während der Finsternis der Erde sehr nahe war, sich fast in seinem Perigäum befand und sein scheinbarer Durchmesser somit fast maximal war. Andererseits verlief die Finsternis in Äquatornähe, wo die absolute Drehgeschwindigkeit der Erdoberfläche am größten ist. Die sich nach Osten bewegende Erdoberfläche wird vom ebenfalls nach Osten „fliehenden“ Mondschatten am wenigsten leicht „abgehängt“.
Die Sonnenfinsternis von 1868 war die zweitlängste Finsternis des Saros-Zyklus 133. Sie wurde nur von der vorausgegangenen, zum gleichen Zyklus gehörenden Finsternis vom 7. August 1850 übertroffen, deren Totalität mit 6 Minuten und 50 Sekunden um 3 Sekunden länger war.
Zu den Beobachtern zählte auch König Mongkut von Siam, der Ort und Zeitpunkt dieser Sonnenfinsternis eigenhändig berechnet hatte. Im Verlauf seiner Beobachtungen infizierte er sich mit Malaria, an der er schließlich starb.

## Verlauf
Der Kernschatten des Mondes traf die Erde erstmals in Ostafrika im Hochland von Abessinien in der Nähe des Tanasees. Anschließend wanderte die Zone, in der die Sonne total verfinstert zu sehen war, über den Bab al-Mandab, den äußersten Südwesten der Arabischen Halbinsel und das Arabische Meer nach Indien. Von dort setzte sich der Schattenpfad weiter in ostsüdöstlicher Richtung über den Golf von Bengalen fort, überquerte den Isthmus von Kra und erreichte nach Überquerung des Golfs von Thailand das Mekong-Delta. Im weiteren Verlauf lagen noch einige weitere südostasiatische Inseln in der Totalitätszone, darunter Borneo und Celebes. Zum Ende der Finsternis war die total verfinsterte Sonne in den Abendstunden im Süden Neuguineas und ganz im Norden der australischen Kap-York-Halbinsel zu beobachten.

## Beobachtungsorte
Die Gelegenheit, die erst wenige Jahre alte Methode der Spektroskopie erstmals bei einer totalen Sonnenfinsternis anwenden zu können, lockte zahlreiche europäische Wissenschaftler zu der Bahn des Kernschattens, wobei sich je nach Herkunftsland die jeweiligen Kolonien anboten: Britisch-Indien, Niederländisch-Ostindien (heute Indonesien) sowie Französisch-Indochina. Letzteres konnte allerdings nicht genutzt werden, weil der Kernschatten nur die Küste von Vietnam mit ihren unzugänglichen Mangrovensümpfen streifte. Große Sorge bereitete der Monsun, der gerade im August viele Wolken und Regen aus Südwest herantransportiert. Die Beobachtungsorte in Jamkhandi und Thailand wurden vor allem deswegen ausgewählt, weil man sich von jeweils westlich gelegenen Bergketten „Regenschatten“ versprach. Andere Beobachter nutzten die Tatsache, dass sie in der Nähe der Schattenbahn lebten und diese relativ leicht erreichen konnten.

Folgende Beobachtungsorte sind bekannt: (

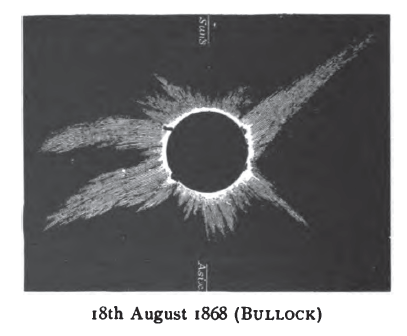
Zeichnung von Kapitän Carl Bullock

)
- Bei Aden (Jemen)[Anm. 1] gelang es einer Gruppe Fotografen aus Berlin mit Gustav Theodor Fritsch und dem Fotochemiker Hermann Wilhelm Vogel während der dort nur drei Minuten dauernden Totalität sechs Bilder aufzunehmen.[2] Denselben Ort hatten auch die Astronomen Edmund Weiss und Theodor von Oppolzer aus Österreich gewählt.[3]
- Östlich von Aden[Anm. 2] im Indischen Ozean wurden auf dem Dampfer Rangoon vier Handskizzen von Protuberanzen angefertigt.[4]
- In Jamkhandi (Indien)[Anm. 3] beobachtete Lieutenant John Herschel mit seinen Helfern die Sonnenfinsternis. Der Sohn des bereits 76-jährigen britischen Astronomen Sir John Herschel war eigentlich Geodät und hatte von William Huggins Instrumente und genaue Instruktionen erhalten.[5]
- Nach Mulvad[Anm. 3] (Schreibweise in den Aufzeichnungen „Moolwar“) bei Bijapur (Indien) war eine weitere deutsche Gruppe unter der Leitung von Gustav Spörer gereist, wo jedoch schlechtes Wetter die Beobachtungen verhinderte.[2]
- In Guntur (Indien)[Anm. 4] fertigte eine Gruppe unter Major James Francis Tennant ebenfalls sechs Fotografien an.[6] Im selben Ort entdeckte Jules Janssen die Spektrallinie des Heliums (siehe unten).
- Die Ostküste des Isthmus von Kra[Anm. 5] hatten die Forscher Stephan, Rayet und Tisserand (siehe unten) gewählt. Als Ortsname wird „Wha-Tonne“ genannt.[1]
- In der Nähe der Franzosen bei Waghor[Anm. 6] hatte König Mongkut von Siam (siehe unten) ebenfalls eine Beobachtungsstation errichten lassen[1]
- Die Reise nach Kap Baram[Anm. 7] an der Nordwestküste von Borneo dauerte für J. Pope Hennessy, Gouverneur von Labuan, nur eine Nacht.[7] Dasselbe Ziel hatte auch eins von vier Schiffen der niederländischen Expedition.[8]
- Auf der winzigen Insel Mantawaloc-Kéké[Anm. 8] vor der Küste Sulawesis im Golf von Tomini bauten die Jesuiten Federico Faura, Juan Ricart und Jaime Nonell (in der Quelle sind die Namen eingedeutscht) ihre Instrumente auf. Sie waren auf dem Dampfer Serpent aus Manila gekommen, wo sie ein Observatorium betrieben. Der Kapitän der Serpent, Carl Bullock, fertigte die oben abgebildete Zeichnung an.[9] In der Nähe ankerte ein weiteres niederländisches Schiff mit Jean Abraham Chrétien Oudemans an Bord. Das dritte Schiff seiner Expedition lag weiter nördlich vor Gorontalo am Rand der Schattenzone.[8]
- Vor Ambon[Anm. 9] ankerte das vierte niederländische Schiff.[8]

## Die Entdeckung des Heliums
Im Sommer 1868 konnte erstmals die Technik der Spektroskopie bei einer totalen Sonnenfinsternis eingesetzt werden. Aus diesem Grund reisten aus Europa einige Expeditionen nach Indien, zwei aus Großbritannien, zwei französische, eine deutsche und eine spanische. Ziel war es, das Spektrum der Sonnenatmosphäre und insbesondere der Protuberanzen zu erforschen. Wie erwartet wurden im Spektrum der Protuberanzen von verschiedenen Beobachtern helle Emissionslinien beobachtet, die auf Wasserstoff hindeuteten. Zu diesen Beobachtern gehörte auch der französische Astronom Jules Janssen (1824–1907) in Guntur. Im Gegensatz zu den anderen angereisten Wissenschaftlern blieb Janssen noch in Indien, denn er kam während der Finsternis auf den Gedanken, dass die hellen Emissionslinien der Protuberanzen auch bei normalem Tageslicht zu erkennen sein müssten, wenn man durch eine noch stärkere Auffächerung des Spektrums die Intensität des Streulichts reduzierte. Als er am nächsten Tag sein Teleskop auf den Rand der nicht mehr verfinsterten Sonne richtete, sah er seine Vermutung bestätigt, denn er konnte dieselben Emissionslinien wie am Vortag sehen, darunter auch eine sonderbare gelbe „Natrium-Linie“. Verwunderlich war, dass in den Protuberanzen ein vergleichsweise schweres Element wie Natrium vorkommen sollte, auch schien die Wellenlänge der Emissionslinie geringfügig kürzer zu sein als die von Natrium bisher bekannte.
Bereits zwei Jahre vor dieser Finsternis hatte der englische Astronom Norman Lockyer (1836–1920) die Herstellung eines speziellen Spektroskops in Auftrag gegeben, mit dem er die Sonnenkorona und die Protuberanzen erforschen wollte. Ohne je eine totale Sonnenfinsternis gesehen zu haben, war er auf den Gedanken gekommen, dass das Spektrum der Protuberanzen auch bei normalem Tageslicht analysierbar sein müsste. Sein Spektroskopie-Teleskop war allerdings im Sommer 1868 noch nicht fertig, so dass er die Sonnenfinsternis versäumte und nicht nach Indien reiste. Am 20. Oktober 1868 war es endlich einsatzbereit, er richtete es in Cambridge auf die Sonne und sah seinen Verdacht bestätigt: Die Emissionslinien der Protuberanzen waren zu erkennen. Sofort schrieb er an die französische Akademie der Wissenschaften, wo sein Bericht zufällig nur wenige Minuten nach dem Janssens eintraf. Beide Berichte wurden nacheinander in der Sitzung vom 26. Oktober 1868 an der Akademie verlesen. Die französische Akademie ehrte beide Wissenschaftler und ließ später eine Münze mit dem Konterfei beider prägen.
Lockyer machte anschließend weitere Beobachtungen des Spektrums der Protuberanzen, und auch ihm fiel diese seltsame gelbe Emissionslinie auf. Womöglich waren seine Instrumente präziser, denn er gab sich nicht mit der Erklärung zufrieden, diese auf Natrium zurückzuführen. Schließlich lag die unbekannte Linie bei 587,6 nm (5876 Å), also um einiges entfernt von der des Natriums bei 589,3 nm. Weder Lockyer noch Janssen gelang es, diese Spektrallinie unter Laborbedingungen zu reproduzieren, dennoch war sich Lockyer im Jahr 1870 sicher, ein neues chemisches Element entdeckt zu haben, das es jedoch nur auf der Sonne und nicht auf der Erde gab. Er nannte es Helium – nach dem griechischen Wort hélios für „Sonne“. Die meisten anderen Wissenschaftler hatten Zweifel und erkannten die Methode nicht an, ein neues Element allein aufgrund der Existenz einer Emissionslinie im Sonnenspektrum zu postulieren. Erst 1882, 14 Jahre später, gelang es Luigi Palmieri durch die Spektralanalyse von Vesuv-Lava erstmals, das Element Helium auch auf der Erde nachzuweisen, und 1895 beobachtete der schottische Chemiker William Ramsay (1852–1916) dieselbe Spektrallinie bei der Analyse des Minerals Cleveit, einer Variante des radioaktiven Uraninits. Er konnte das Gas isolieren, genau wie unabhängig von ihm im selben Jahr gemeinsam William Crookes, Per Teodor Cleve und Nicolas Langlet. Diese sammelten ausreichende Mengen des Gases, um dessen Atommasse feststellen zu können.
Die nächste Sonnenfinsternis, zu der sowohl Janssen als auch Lockyer reisten, war die Sonnenfinsternis vom 22. Dezember 1870. Aber sowohl Janssen in Algerien als auch Lockyer in Sizilien hatten Pech, denn die Bewölkung ließ keinen Blick auf die verfinsterte Sonne zu. Lockyer unternahm später einige weitere Reisen, um totale Sonnenfinsternisse zu beobachten. Er war dabei zweimal in Indien, sowohl am 12. Dezember 1871 als auch am 22. Januar 1898. Dies trägt möglicherweise dazu bei, dass häufig fälschlicherweise behauptet wird, beide hätten bei derselben Finsternis in Indien die Emissionslinie erstmals beobachtet.

## Der König von Siam

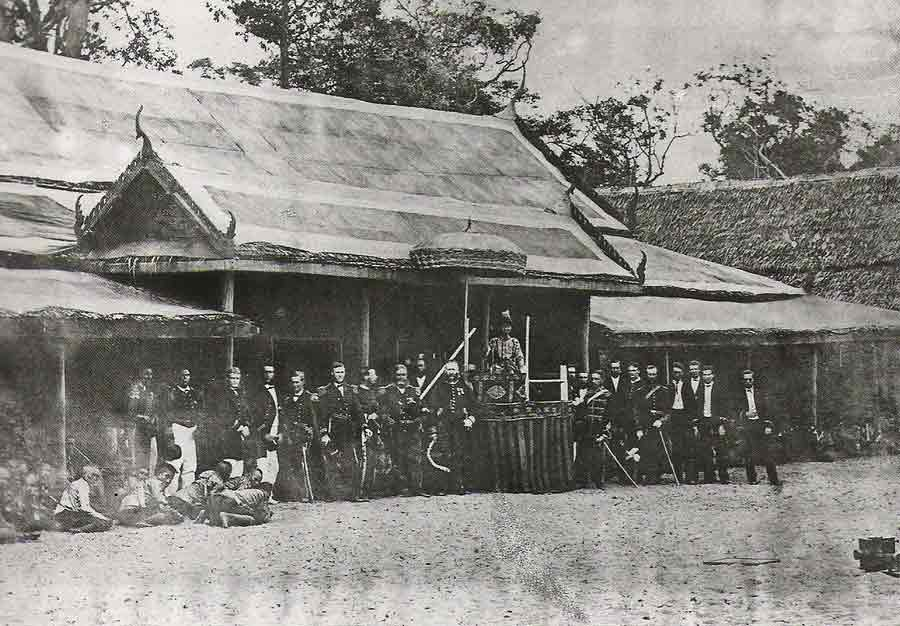
König Mongkut auf seinem Beobachtungsstand

Der wohl prominenteste Beobachter der Sonnenfinsternis war Mongkut (Rama IV.), der König von Siam, dem heutigen Thailand. Bevor er 1851 den Thron besteigen konnte, lebte er viele Jahre zuerst als Mönch und später als Abt im Kloster Wat Bowonniwet. Dort befasste er sich intensiv mit westlicher Kultur, Sprachen und Wissenschaften, insbesondere mit der Astronomie. Mit Hilfe dieser Kenntnisse berechnete er Ort und Zeitpunkt der Sonnenfinsternis zwei Jahre im Voraus. Seine Hofastrologen allerdings hielten die Berechnungen für falsch.
In der Nähe des Dorfes หว้ากอ (Waghor) in der Provinz Prachuap Khiri Khan ließ er im Dschungel eine freie Fläche roden und einen großen Beobachtungspavillon nebst zahlreichen Beherbergungsgebäuden errichten. Der Ort lag annähernd dort, wo die Zentrallinie der Finsternis die Küstenlinie schnitt. Er war somit nicht nur von den königlichen Dampfschiffen leicht erreichbar, sondern es war auch der Ort des thailändischen Festlandes mit der längsten Totalitätsdauer, da das Maximum etwa acht Minuten später über dem Golf von Thailand eintrat. Zur Beobachtung lud er zahlreiche ausländische Würdenträger ein, unter anderem Sir Harry Ord, den Gouverneur der Straits Settlements (Singapur).

Der Beobachtungsstand der französischen Wissenschaftler

Knapp zwei Kilometer südwestlich hatte auch eine Gruppe französischer Wissenschaftler eine Beobachtungsstation errichten lassen. Es war nicht leicht gewesen, dafür bei den Behörden in Bangkok eine Genehmigung zu bekommen. Die zuständigen Beamten konnten kaum glauben, dass solche Mühen und Kosten aufgewendet würden, um ein Ereignis zu beobachten, das nur wenige Minuten dauern sollte. Am 25. Juli trafen die Wissenschaftler Édouard Jean-Marie Stephan, Georges Rayet und Félix Tisserand bei ihrem Beobachtungsstand ein. Sie stellten Fundamente für eine Vielzahl von Instrumenten her, um präzise Messungen zu ermöglichen.

Der Brief von König Mongkut
an Édouard Jean-Marie Stephan

Wenige Tage vor der Sonnenfinsternis landete auch Mongkut mit einer Flotte von zwölf Dampfschiffen der königlichen Marine, auf dem Landweg kamen außerdem fast tausend Personen seines Hofes, die viele Rinder, Pferde und fünfzig Elefanten mitbrachten. Der König besuchte die französische Station und schrieb anschließend einen Brief an Stephan, in dem er seine Bewunderung für die moderne Ausrüstung bekundete und Details über seine astronomischen Kenntnisse erwähnte.
Zur Genugtuung des Königs entsprach die Sonnenfinsternis exakt seinen Berechnungen. Während die französischen Forscher ein ausgeklügeltes Programm mit Messungen und Beobachtungen abspulten, ließ König Mongkut Fanfaren blasen und eine Kanone abfeuern und vollführte ein zeremonielles „Bad der Reinigung“. Nach der Rückkehr in seinen Palast stellte er die Hofastrologen zur Rede und ließ sie, als sie ihr Fehlurteil nicht erklären konnten, zur Strafe erniedrigende Arbeiten ausführen.
Allerdings wurden der König und sein Sohn Chulalongkorn bald darauf von schwerem Fieber befallen. Die Beobachtungsstation lag in einem Gebiet voller Mückenschwärme, die viele Anwesende mit Malaria infiziert hatten. Mongkut erlag der Krankheit zwei Monate später. Sein Sohn überlebte und bestieg noch im selben Jahr den Thron.
König Mongkut erhielt aufgrund seiner Impulse zur Modernisierung den Beinamen „Vater der Wissenschaften“. In der Nähe der Beobachtungsstationen (sie sind nicht mehr auffindbar) steht heute der King Mongkut Memorial Park of Science and Technology 11° 43′ N, 99° 46′ O.